# Гангрена
Гангре́на (от др.-греч. γάγγραινα «разъедающая язва»; лат. necrosis, mortificatio, mumuficatio) — некроз тканей живого организма чёрного или очень тёмного цвета, развивающийся в тканях органов, прямо или через анатомические каналы, связанные с внешней средой (кожа, лёгкие, кишечник и другие).
Тёмный цвет обусловлен сульфидом железа, образующимся из железа гемоглобина в присутствии сероводорода.

## Виды гангрены
Гангрену классифицируют по консистенции погибшей ткани (сухая, влажная), этиологии (инфекционная, аллергическая, токсическая и другие), патогенезу (молниеносная, газовая, госпитальная).

### Сухая гангрена
Сухая гангрена обычно поражает конечности. При ней закупорка кровеносных сосудов происходит медленно, в течение месяцев и даже лет. По этой причине у организма есть время, чтобы отреагировать защитной реакцией и начать физиологическую демаркацию (изоляцию) умирающей ткани от соседней здоровой. Первыми охватываются крайние части конечностей (пальцы, ступни). Вначале появляется сильная боль, которую можно уменьшить лишь с помощью наркотических анальгетиков; позже поражённые части теряют чувствительность и начинают приобретать мумифицированный вид — коричнево-чёрный цвет, уменьшение объёма, чёткое визуальное разграничение от здоровой ткани, запах отсутствует. Общее состояние пациента нормальное, в связи с чем, если сухая гангрена не перейдёт во влажную, она не представляет опасности для жизни. Ампутация поражённой области чаще всего производится по косметическим причинам, для обезболивания и предотвращения возможных осложнений.
При сухой гангрене распада омертвевших тканей почти не бывает, а всасывание токсических продуктов настолько незначительно, что интоксикации не наблюдается.

### Влажная гангрена
Влажная гангрена, в отличие от сухой, имеет противоположные признаки — развивается остро вследствие быстрой закупорки сосудов (артерий) поражённого органа. Ключевым фактором в определении влажной гангрены является обязательное наличие инфекции. Первичное заболевание, которое её повлекло, намного более выражено (тяжёлые ожоги, обморожения, травмы, острая артериальная недостаточность конечности). Орган приобретает вид трупного разложения: увеличивается в объёме, приобретает сине-фиолетовый или зеленоватый цвет, при нажиме слышен специфический звук (крепитация, так как ткань наполнена сероводородом), издаёт неприятный гнилостный запах. Общее состояние пациента довольно тяжёлое, и ампутация повреждённого органа спасает жизнь. Влажная гангрена может наблюдаться и во внутренних органах (кишечника, поджелудочной железы, лёгких) как крайний этап тяжелейших форм воспалений.

## Причины
Причины, вызывающие гангрену тканей, делятся на три группы:
1. Нарушение кровоснабжения тканей. Такая гангрена называется ишемической. Это наиболее частая причина гангрены в мирное время. Поражение артериальных сосудов при атеросклерозе, диабете и болезни Бюргера часто приводит к гангрене. Бывает и венозная гангрена при тотальном глубоком венозном тромбозе.
2. Инфекционная гангрена. Чаще всего возникает при глубоких ножевых или огнестрельных ранениях, но иногда после незначительных ссадин у больных диабетом и при пульпите (гангрена пульпы). Вызывается анаэробными бактериями рода Clostridium (газовая гангрена); кишечными палочками (Escherichia), аэробактериями (энтеробактерии), стрептококками (Streptococcus) и бактериями рода Proteus.
3. Физические и химические воздействия. В мирное время гангрена может развиваться после обморожений, ожогов III степени. Возможны любые факторы повреждения, вызывающие глубокий некроз тканей.

## Лечение гангрены
При начинающейся ишемической гангрене основой лечения является восстановление кровообращения в больной конечности. Восстановительные операции на артериях позволяют ограничить зону некроза и сохранить опорную функцию конечности. После восстановления кровотока удаляются только явно омертвевшие ткани.
Гангрена всего сегмента требует ампутации, однако её уровень зависит от состояния кровообращения. Хирурги должны стремиться к снижению уровня ампутации для сохранения функции конечности, но не в ущерб заживлению культи.
Инфекционная гангрена требует срочной ампутации, притом самым простым «гильотинным» способом. Культя формируется после очищения раны от инфекции.
Основным средством лечения тканей, повреждённых гангреной, являются внутримышечные инъекции пенициллина в некротические участки поражённых органов.

## Прогноз при гангрене
Сухая гангрена иногда заканчивается самоампутацией, это можно назвать самоизлечением. Чаще всего гангрена прогрессирует и приводит к развитию смертельных осложнений со стороны жизненно важных органов (почек, лёгких, печени и сердца). При влажной и газовой гангрене заболевание развивается молниеносно и требует срочной ампутации или некрэктомии. Прогноз ухудшается у больных с сахарным диабетом. Своевременное восстановление кровотока при ишемической гангрене позволяет сохранить способность к ходьбе у большинства пациентов.

## Гангрена у животных
У животных часто встречается гангрена кожи и прилегающих к ней тканей, ушной раковины, вымени, наружных половых органов, лёгких, кишечника, пальцев, стопы, хвоста. У птиц — гребешка, серёжек, пальцев и в целом лапок. Причины могут быть экзогенными и эндогенными. В зависимости от причины, вызвавшей омертвение тканей, гангрены подразделяются на травматические, термические, химические, интоксикационные, инфекционные и другие.